# Фингер протокол
У рачунарској мрежи фингер протокол омогућава кориснику да на основу познате адресе добије презиме и име власника адресе, као и неке друге податке о њему, и обрнуто.